# A Steven Universe epizódjainak listája
Ez a cikk a Steven Universe című számítógépes animációs sorozat epizódjait listázza.

## Évadáttekintés
| Évad | Évad  | Részek száma | Részek száma | Eredeti sugárzás    | Eredeti sugárzás    | Magyar sugárzás      | Magyar sugárzás      |
| Évad | Évad  | Részek száma | Részek száma | Évadbemutató        | Évadzáró            | Évadbemutató         | Évadzáró             |
| ---- | ----- | ------------ | ------------ | ------------------- | ------------------- | -------------------- | -------------------- |
|      | Pilot | Pilot        | Pilot        | 2013. július 27.    | 2013. július 27.    | n. a.                | n. a.                |
|      | 1.    | 52           | 52           | 2013. november 4.   | 2015. március 12.   | 2014. október 14.    | 2016. január 25.     |
|      | 2.    | 26           | 26           | 2015. március 13.   | 2016. január 8.     | 2016. január 26.     | 2016. június 28.     |
|      | 3.    | 25           | 25           | 2016. május 12.     | 2016. augusztus 10. | 2016. június 29.     | 2017. február 2.     |
|      | 4.    | 25           | 25           | 2016. augusztus 11. | 2017. május 11.     | 2017. szeptember 25. | 2017. október 26.    |
|      | 5.    | 32           | 32           | 2017. május 29.     | 2019. január 21.    | 2018. július 30.     | 2020. május 9.       |
|      | Film  | Film         | Film         | 2019. szeptember 2. | 2019. szeptember 2. | 2020. május 9.       | 2020. május 9.       |
|      | 6.    | 20           | 20           | 2019. december 7.   | 2020. március 27.   | 2021. szeptember 6.  | 2021. szeptember 17. |

## Pilot
| #  | Eredeti cím     | Magyar cím | Író           | Eredeti bemutató | Magyar bemutató | Kód      |
| -- | --------------- | ---------- | ------------- | ---------------- | --------------- | -------- |
| 1. | Steven Universe |            | Rebecca Sugar | 2013. július 27. |                 | 1020-000 |

## 1. évad
| #   | Eredeti cím               | Magyar cím                | Író                                                          | Eredeti bemutató     | Magyar bemutató    | Kód      | Nézettség (millió fő) |
| --- | ------------------------- | ------------------------- | ------------------------------------------------------------ | -------------------- | ------------------ | -------- | --------------------- |
| 1.  | Gem Glow                  | Ragyogás                  | Joe Johnston, Jeff Liu                                       | 2013. november 4.    | 2014. október 14.  | 1020-003 | 1,86                  |
| 2.  | Laser Light Cannon        | Lézerágyú                 | Kat Morris, Rebecca Sugar                                    | 2013. november 4.    | 2014. október 8.   | 1020-001 | 1,86                  |
| 3.  | Cheeseburger Backpack     | Sajtburger-hátizsák       | Ian Jones-Quartey, Rebecca Sugar                             | 2013. november 11.   | 2014. október 8.   | 1020-002 | 1,68                  |
| 4.  | Together Breakfast        | Közös reggeli             | Ian Jones-Quartey, Rebecca Sugar, Paul Villeco               | 2013. november 11.   | 2014. október 15.  | 1020-004 | 1,68                  |
| 5.  | Frybo                     | Krumplifej                | Raven M. Molisee, Paul Villeco                               | 2013. november 18.   | 2014. november 7.  | 1020-008 | 1,29                  |
| 6.  | Cat Fingers               | Ujj-macskák               | Kat Morris, Hilary Florido, Ian Jones-Quartey, Rebecca Sugar | 2013. november 25.   | 2014. október 9.   | 1020-005 | 1,71                  |
| 7.  | Bubble Buddies            | Bubi-barátok              | Kat Morris, Aleth Romanillos                                 | 2013. december 2.    | 2014. október 10.  | 1020-006 | 1,61                  |
| 8.  | Serious Steven            | Steven komoly             | Joe Johnston, Jeff Liu                                       | 2014. január 13.     | 2014. október 16.  | 1020-007 | 1,35                  |
| 9.  | Tiger Millionaire         | Milliomos tigris          | Raven M. Molisee, Paul Villeco                               | 2014. január 20.     | 2014. november 6.  | 1020-011 | 1,57                  |
| 10. | Steven's Lion             | Steven oroszlánja         | Lamar Abrams, Aleth Romanillos                               | 2014. január 27.     | 2014. november 6.  | 1020-012 | 1,51                  |
| 11. | Arcade Mania              | Játékmánia                | Lamar Abrams, Aleth Romanillos, Luke Weber                   | 2013. február 17.    | 2014. november 5.  | 1020-009 | 1,01                  |
| 12. | Giant Woman               | Óriásnő                   | Joe Johnston, Jeff Liu                                       | 2014. február 24.    | 2014. október 20.  | 1020-010 | 1,89                  |
| 13. | So Many Birthdays         | Mennyi születésnap        | Raven M. Molisee, Paul Villeco                               | 2014. március 3.     | 2014. október 22.  | 1020-014 | 1,17                  |
| 14. | Lars and the Cool Kids    | Lars és a menő srácok     | Lamar Abrams, Matt Braly                                     | 2014. március 10.    | 2014. október 23.  | 1020-015 | 1,50                  |
| 15. | Onion Trade               | Hagyma és csere           | Lamar Abrams                                                 | 2014. március 17.    | 2014. november 4.  | 1020-018 | 1,79                  |
| 16. | Steven the Sword Fighter  | Steven, a kardharcos      | Joe Johnston, Jeff Liu                                       | 2014. április 9.     | 2014. október 21.  | 1020-013 | 1,10                  |
| 17. | Lion 2: The Movie         | Oroszlán 2: A film        | Joe Johnston, Jeff Liu                                       | 2014. április 23.    | 2014. november 3.  | 1020-017 | 1,57                  |
| 18. | Beach Party               | Parti buli                | Lamar Abrams                                                 | 2014. április 30.    | 2014. október 30.  | 1020-020 | 1,44                  |
| 19. | Rose’s Room               | Anya szobája              | Joe Johnston, Jeff Liu                                       | 2014. május 14.      | 2014. október 29.  | 1020-019 | 1.55                  |
| 20. | Coach Steven              | Steven, az edző           | Raven M. Molisee, Paul Villeco                               | 2014. augusztus 21.  | 2014. október 24.  | 1020-016 | 1,74                  |
| 21. | Joking Victim             | Viccelő áldozat           | Raven M. Molisse, Paul Villeco                               | 2014. augusztus 28.  | 2014. november 12. | 1020-021 | 1,63                  |
| 22. | Steven and the Stevens    | Steven és a Steven-ek     | Joe Johnston, Jeff Liu                                       | 2014. szeptember 4.  | 2014. október 31.  | 1020-022 | 2,14                  |
| 23. | Monster Buddies           | Szörnybarátok             | Lamar Abrams, Hellen Jo                                      | 2014. szeptember 11. | 2014. november 3.  | 1020-024 | 2,07                  |
| 24. | An Indirect Kiss          | Indirekt csók             | Raven M. Molisse, Paul Villeco                               | 2014. szeptember 18. | 2014. november 4.  | 1020-023 | 1,73                  |
| 25. | Mirror Gem (Part 1)       | Tükör-égkő (1. rész)      | Raven M. Molisse, Paul Villeco                               | 2014. szeptember 25. | 2014. november 10. | 1020-025 | 2,34                  |
| 26. | Ocean Gem (Part 2)        | Óceán-égkő (2. rész)      | Joe Johnston, Jeff Liu                                       | 2014. szeptember 25. | 2014. november 11. | 1020-026 | 2,34                  |
| 27. | House Guest               | Vendég a háznál           | Lamar Abrams, Hellen Jo                                      | 2014. október 2.     | 2015. május 25.    | 1020-027 | 2,00                  |
| 28. | Space Race                | Űrverseny                 | Joe Johnston, Jeff Liu                                       | 2014. október 9.     | 2015. május 26.    | 1020-028 | 1,99                  |
| 29. | Secret Team               | Titkos csapat             | Hilary Florido, Katie Mitroff                                | 2014. október 16.    | 2015. május 28.    | 1020-030 | 2,46                  |
| 30. | Island Adventure          | Kaland a szigeten         | Raven M. Molisee, Paul Villeco                               | 2014. október 23.    | 2015. június 2.    | 1026-033 | 1,53                  |
| 31. | Keep Beach City Weird!    | Legyen Beach City kretén! | Raven M. Molisee, Paul Villeco                               | 2014. október 30.    | 2015. május 27.    | 1026-029 | 1,45                  |
| 32. | Fusion Cuisine            | Fúziós konyha             | Lamar Abrams, Hellen Jo                                      | 2014. november 6.    | 2015. május 29.    | 1026-031 | 1,46                  |
| 33. | Garnet's Universe         | Gránát univerzuma         | Joe Johnston, Jeff Liu                                       | 2014. november 13.   | 2015. június 5.    | 1026-036 | 1,64                  |
| 34. | Watermelon Steven         | Görögdinnye Steven        | Lamar Abrams, Hellen Jo                                      | 2014. november 20.   | 2015. június 4.    | 1026-035 | 1,83                  |
| 35. | Lion 3: Straight to Video | Oroszlán: Út a videóhoz   | Joe Johnston, Jeff Liu, Rebecca Sugar                        | 2014. december 4.    | 2015. június 1.    | 1026-032 | 1,92                  |
| 36. | Warp Tour                 | Csatornatúra              | Raven M. Molisee, Paul Villeco                               | 2015. január 8.      | 2015. június 8.    | 1026-037 | 1,94                  |
| 37. | Alone Together            | Együtt egyedül            | Hilary Florido, Katie Mitroff, Rebecca Sugar                 | 2015. január 15.     | 2015. június 3.    | 1026-034 | 1,67                  |
| 38. | The Test                  | A vizsga                  | Hilary Florido, Katie Mitroff                                | 2015. január 22.     | 2015. június 9.    | 1026-038 | 1,94                  |
| 39. | Future Vision             | A jövő látomása           | Lamar Abrams, Hellen Jo                                      | 2015. január 29.     | 2015. június 10.   | 1026-039 | 2,03                  |
| 40. | On the Run                | Csavargás                 | Joe Johnston, Jeff Liu                                       | 2015. február 5.     | 2015. november 9.  | 1026-040 | 2,08                  |
| 41. | Beach City Horror Club    | Beach City Horror klub    | Raven M. Molisee, Paul Villeco                               | 2015. február 12.    | 2015. november 10. | 1026-041 | 1,67                  |
| 42. | Winter Forecast           | Téli előrejelzés          | Lamar Abrams, Hellen Jo                                      | 2015. február 19.    | 2015. november 12. | 1026-042 | 2,05                  |
| 43. | Maximum Capacity          | Maximum kapacitás         | Hilary Florido, Katie Mitroff, Rebecca Sugar                 | 2015. február 26.    | 2015. november 11. | 1026-043 | 1,97                  |
| 44. | Marble Madness            | Üveggolyó-őrület          | Joe Johnston és Jeff Liu                                     | 2015. március 5.     | 2015. november 13. | 1026-044 | 1,92                  |
| 45. | Rose's Scabbard           | Rózsa Kvarc kardhüvelye   | Raven M. Molisee, Paul Villeco, és Rebecca Sugar             | 2015. március 9.     | 2015. november 16. | 1026-045 | 1,22                  |
| 46. | Open Book                 | Nyitott könyv             | Hilary Florido és Katie Mitroff                              | 2015. március 19.    | 2015. november 17. | 1020-046 | 1,73                  |
| 47. | Shirt Club                | Pólóklub                  | Lamar Abrams és Hellen Jo                                    | 2015. április 16.    | 2015. november 18. | 1020-047 | 1,42                  |
| 48. | Story for Steven          | Mese Stevennek            | Lamar Abrams és Hellen Jo                                    | 2015. április 9.     | 2015. november 19. | 1020-048 | 2,00                  |
| 49. | The Message               | Az üzenet                 | Lamar Abrams és Hellen Jo                                    | 2015. március 10.    | 2015. november 20. | 1026-049 | 1,30                  |
| 50. | Political Power           | Politikai hatalom         | Hilary Florido és Katie Mitroff                              | 2015. március 11.    | 2015. november 23. | 1026-050 | 1,42                  |
| 51. | The Return                | A visszatérés             | Raven M. Molisee és Paul Villeco                             | 2015. március 12.    | 2016. január 25.   | 1026-051 | 1,70                  |
| 52. | Jail Break                | Börtönlázadás             | Joe Johnston és Jeff Liu                                     | 2015. március 12.    | 2015. november 25. | 1026-052 | 1,70                  |

## 2. évad
| #   | Eredeti cím                  | Magyar cím                     | Író                                              | Eredeti bemutató     | Magyar bemutató   | Kód      | Nézettség (millió fő) |
| --- | ---------------------------- | ------------------------------ | ------------------------------------------------ | -------------------- | ----------------- | -------- | --------------------- |
| 1.  | Full Disclosure              | Teljes leleplezés              | Raven M. Molisee és Paul Villeco                 | 2015. március 13.    | 2016. január 26.  | 1031-053 | 1,52                  |
| 2.  | Joy Ride                     | Kikapcsolódás                  | Hilary Florido és Katie Mitroff                  | 2015. március 26.    | 2016. január 27.  | 1031-054 | 1,34                  |
| 3.  | Say Uncle                    | Mondd, bátyó!                  | Joe Johnston és Jeff Liu                         | 2015. április 2.     | 2016. április 30. | 1031-056 | 1,93                  |
| 4.  | Love Letters                 | Szerelmes levelek              | Lamar Abrams és Hellen Jo                        | 2015. április 23.    | 2016. január 28.  | 1031-055 | 1,67                  |
| 5.  | Reformed                     | Átalakulás                     | Raven M. Molisee és Paul Villeco                 | 2015. április 30.    | 2016. január 29.  | 1031-057 | 1,39                  |
| 6.  | Sworn to the Sword           | Felesküvés a kardra            | Joe Johnston és Jeff Liu                         | 2015. június 15.     | 2016. február 2.  | 1031-060 | 1,98                  |
| 7.  | Rising Tides, Crashing Skies | Emelkedő hullámok, zuhanó egek | Lamar Abrams és Hellen Jo                        | 2015. június 16.     | 2016. február 1.  | 1031-059 | 1,82                  |
| 8.  | Keeping It Together          | Összetartani mindent           | Raven M. Molisee és Paul Villeco                 | 2015. június 17.     | 2016. február 3.  | 1031-061 | 1,80                  |
| 9.  | We Need to Talk              | Beszélnünk kell                | Hilary Florido, Katie Mitroff, és Rebecca Sugar  | 2015. június 18.     | 2016. február 4.  | 1031-062 | 1,73                  |
| 10. | Chille Tid                   | Csiribá                        | Lamar Abrams és Lauren Zuke                      | 2015. június 19.     | 2016. február 5.  | 1020-063 | 1,90                  |
| 11. | Cry for Help                 | Segélykiáltás                  | Joe Johnston és Jeff Liu                         | 2015. július 13.     | 2016. február 8.  | 1031-064 | 1,71                  |
| 12. | Keystone Motel               | Keystone Hotel                 | Raven M. Molisee, Paul Villeco, és Rebecca Sugar | 2015. július 14.     | 2016. február 9.  | 1020-065 | 1,73                  |
| 13. | Onion Friend                 | Hagyma, a barát                | Lamar Abrams és Katie Mitroff                    | 2015. július 15.     | 2016. február 11. | 1031-067 | 1,83                  |
| 14. | Historical Friction          | Történelmi surlódás            | Hilary Florido és Lauren Zuke                    | 2015. július 16.     | 2016. február 10. | 1031-066 | 1,88                  |
| 15. | Friend Ship                  | Barátsághajó                   | Joe Johnston és Jeff Liu                         | 2015. július 17.     | 2016. február 12. | 1031-068 | 1,65                  |
| 16. | Nightmare Hospital           | Rémálom Kórház                 | Raven M. Molisee és Paul Villeco                 | 2015. szeptember 10. | 2016. február 15. | 1031-069 | 1,39                  |
| 17. | Sadie's Song                 | Sadie énekel                   | Raven M. Molisee és Paul Villeco                 | 2015. szeptember 17. | 2016. június 20.  | 1031-073 | 1,50                  |
| 18. | Catch and Release            | Elfogás és elengedés           | Hilary Florido és Lauren Zuke                    | 2015. szeptember 24. | 2016. február 16. | 1031-070 | 1,39                  |
| 19. | When It Rains                | Ha esik                        | Lamar Abrams és Katie Mitroff                    | 2015. október 1.     | 2016. február 17. | 1031-071 | 1,36                  |
| 20. | Back to the Barn             | Vissza a pajtába               | Joe Johnston és Jeff Liu                         | 2015. október 8.     | 2016. február 18. | 1031-072 | 1,59                  |
| 21. | Too Far                      | Túl messze                     | Hilary Florido és Lauren Zuke                    | 2015. október 15.    | 2016. június 22.  | 1031-074 | 1,39                  |
| 22. | The Answer                   | A válasz                       | Lamar Abrams és Katie Mitroff                    | 2016. január 4.      | 2016. június 21.  | 1031-075 | 1,38                  |
| 23. | Steven's Birthday            | Steven születésnapja           | Lamar Abrams és Katie Mitroff                    | 2016. január 5.      | 2016. június 28.  | 1031-079 | 1,35                  |
| 24. | It Could've Been Great       | Jó lett volna...               | Joe Johnston és Jeff Liu                         | 2016. január 6.      | 2016. június 23.  | 1031-076 | 1,45                  |
| 25. | Message Received             | Fogadott üzenet                | Raven M. Molisee és Paul Villeco                 | 2016. január 7.      | 2016. június 24.  | 1031-077 | 1,39                  |
| 26. | Log Date 7 15 2              | 71 52-es naplóbejegyzés        | Hilary Florido és Lauren Zuke                    | 2016. január 8.      | 2016. június 27.  | 1031-078 | 1,34                  |

## 3. évad
| #       | Eredeti cím                   | Magyar cím                | Író                                                   | Eredeti bemutató    | Magyar bemutató  | Kód      | Nézettség (millió fő) |
| ------- | ----------------------------- | ------------------------- | ----------------------------------------------------- | ------------------- | ---------------- | -------- | --------------------- |
| 1.      | Super Watermelon Island       | Szuper Görögdinnye-sziget | Joe Johnston és Jeff Liu                              | 2016. május 12.     | 2016. június 29. | 1031-080 | 1,69                  |
| 2.      | Gem Drill                     | A fúró                    | Raven M. Molisee és Paul Villeco                      | 2016. május 12.     | 2016. június 30. | 1031-081 | 1,69                  |
| 3.      | Same Old World                | Szép, régi világ          | Lamar Abrams és Katie Mitroff                         | 2016. május 19.     | 2016. július 4.  | 1031-083 | 1,40                  |
| 4.      | Barn Mates                    | Pajta pajtások            | Hilary Florido és Lauren Zuke                         | 2016. május 26.     | 2016. július 1.  | 1031-082 | 1,37                  |
| 5.      | Hit the Diamond               | Meccs az életért          | Joe Johnston és Jeff Liu                              | 2016. június 2.     | 2016. július 5.  | 1031-084 | 1,55                  |
| 6.      | Steven Floats                 | Steven lebeg              | Paul Villeco                                          | 2016. július 18.    | 2017. január 9.  |          | 1,55                  |
| 7.      | Drop Beat Dad                 | A nagy dobás              | Lamar Abrams és Katie Mitroff                         | 2016. július 18.    | 2017. január 11. |          | 1,55                  |
| 8.      | Mr. Greg                      | Greg                      | Joe Johnston és Jeff Liu                              | 2016. július 19.    | 2017. január 12. |          | 1,55                  |
| 9.      | Too Short to Ride             | Ha alacsony vagy...       | Hilary Florido és Lauren Zuke                         | 2016. július 20.    | 2017. január 10. |          | 1,41                  |
| 10.     | The New Lars                  | Az új Lars                | Raven M. Molisee és Paul Villeco                      | 2016. július 21.    | 2017. január 13. |          | 1,53                  |
| 11.     | Beach City Drift              | Beach City futam          | Hilary Florido és Lauren Zuke                         | 2016. július 22.    | 2017. január 16. |          | 1,29                  |
| 12.     | Restaurant Wars               | Büfé háború               | Lamar Abrams és Katie Mitroff                         | 2016. július 25.    | 2017. január 17. |          | 1,51                  |
| 13.     | Kiki's Pizza Delivery Service | Kiki pizzája              | Colin Howard és Jeff Liu                              | 2016. július 26.    | 2017. január 18. |          | 1,31                  |
| 14.     | Monster Reunion               | Viszontlátás              | Raven M. Molisee és Paul Villeco                      | 2016. július 27.    | 2017. január 19. |          | 1,38                  |
| 15.     | Alone at Sea                  | Egyedül a tengeren        | Hilary Florido, Kat Morris és Rebecca Sugar           | 2016. július 28.    | 2017. január 20. |          | 1,32                  |
| 16.     | Greg the Babysitter           | Greg, a bébiszitter       | Lamar Abrams és Katie Mitroff                         | 2016. július 29.    | 2017. január 23. |          | 1,31                  |
| 17.     | Gem Hunt                      | Ékkő vadászat             | Colin Howard és Jeff Liu                              | 2016. augusztus 1.  | 2017. január 24. |          | 1,64                  |
| 18.     | Crack the Whip                | Lázadj!                   | Raven M. Molisee és Paul Villeco                      | 2016. augusztus 2.  | 2017. január 25. |          | 1,90                  |
| 19.     | Steven vs. Amethyst           | Steven Ametiszt ellen     | Hilary Florido és Lauren Zuke                         | 2016. augusztus 3.  | 2017. január 26. |          | 1,74                  |
| 20.-21. | Bismuth                       | Bizmut                    | Lamar Abrams, Colin Howard, Jeff Liu és Katie Mitroff | 2016. augusztus 4.  | 2017. január 27. |          | 2,15                  |
| 22.     | Beta                          | Béta                      | Hilary Florido és Lauren Zuke                         | 2016. augusztus 8.  | 2017. január 30. |          | 1,99                  |
| 23.     | Earthlings                    | Földlakók                 | Raven M. Molisee és Paul Villeco                      | 2016. augusztus 8.  | 2017. január 31. |          | 1,99                  |
| 24.     | Back to the Moon              | Vissza a Holdra           | Lamar Abrams és Katie Mitroff                         | 2016. augusztus 9.  | 2017. február 1. |          | 1,45                  |
| 25.     | Bubbled                       | Burokban                  | Colin Howard és Jeff Liu                              | 2016. augusztus 10. | 2017. február 2. |          | 1,57                  |

## 4. évad
| #     | Eredeti cím                    | Magyar cím                   | Író                                                        | Eredeti bemutató     | Magyar bemutató      | Kód | Nézettség (millió fő) |
| ----- | ------------------------------ | ---------------------------- | ---------------------------------------------------------- | -------------------- | -------------------- | --- | --------------------- |
| 1.    | Kindergarten Kid               | A kikelt kölyök              | Raven M. Molisee és Paul Villeco                           | 2016. augusztus 11.  | 2017. szeptember 25. |     | 1,32                  |
| 2.    | Know Your Fusion               | Ismerd meg a párod!          | Hilary Florido és Lauren Zuke                              | 2016. augusztus 12.  | 2017. szeptember 26. |     | 1,35                  |
| 3.    | Buddy's Book                   | Buddy könyve                 | Lamar Abrams és Katie Mitroff                              | 2016. augusztus 18.  | 2017. szeptember 27. |     | 1,37                  |
| 4.    | Mindful Education              | Mélytanulás                  | Colin Howard, Jeff Liu és Takafumi Hori                    | 2016. augusztus 25.  | 2017. szeptember 28. |     | 1,33                  |
| 5.    | Future Boy Zoltron             | Eljövendő jövendőmondó       | Raven M. Molisee és Paul Villeco                           | 2016. szeptember 1.  | 2017. szeptember 29. |     | 1,36                  |
| 6.    | Last One Out of Beach City     | Beach City sztárja           | Hilary Florido és Lauren Zuke                              | 2016. szeptember 8.  | 2017. október 2.     |     | 1,31                  |
| 7.    | Onion Gang                     | Hagyma barátai               | Lamar Abrams és Katie Mitroff                              | 2016. szeptember 15. | 2017. október 3.     |     | 1,26                  |
| 8.-9. | Gem Harvest                    | Családi vacsora              | Raven Molisee, Paul Villeco, Hilary Florido és Lauren Zuke | 2016. november 17.   | 2017. október 26.    |     | 1,39                  |
| 10.   | Three Gems and a Baby          | Három ékkő, egy csecsemő     | Lamar Abrams és Katie Mitroff                              | 2016. december 1.    | 2017. október 4.     |     | 1,29                  |
| 11.   | Steven's Dream                 | Steven álma                  | Jeff Liu és Colin Howard                                   | 2017. január 30.     | 2017. október 5.     |     | 1,36                  |
| 12.   | Adventures in Light Distortion | Fénysebesség                 | Raven M. Molisee és Paul Villeco                           | 2017. január 30.     | 2017. október 6.     | 117 | 1,36                  |
| 13.   | Gem Heist                      | Az ékkő zsákmány             | Hilary Florido és Lauren Zuke                              | 2017. január 31.     | 2017. október 9.     | 118 | 1,25                  |
| 14.   | The Zoo                        | Az emberkert                 | Lamar Abrams és Katie Mitroff                              | 2017. február 1.     | 2017. október 10.    |     | 1,23                  |
| 15.   | That Will Be All               | Végeztünk!                   | Colin Howard, Joe Johnston és Rebecca Sugar                | 2017. február 2.     | 2017. október 11.    |     | 1,15                  |
| 16.   | The New Crystal Gems           | Az új kristályékkövek        | Raven M. Molisee és Paul Villeco                           | 2017. február 10.    | 2017. október 12.    |     | 1,06                  |
| 17.   | Storm in the Room              | Vihar a szobában             | Colin Howard és Jeff Liu                                   | 2017. február 17.    | 2017. október 17.    |     | 1,02                  |
| 18.   | Rocknaldo                      | Tűzachát                     | Hillary Florido és Lauren Zuke                             | 2017. február 24.    | 2017. október 16.    |     | 1,10                  |
| 19.   | Tiger Philanthropist           | Emberbarát tigris            | Lamar Abrams és Katie Mitroff                              | 2017. március 3.     | 2017. október 13.    |     | 0,90                  |
| 20.   | Room for Ruby                  | Rubint helye                 | Raven M. Molisee és Lauren Zuke                            | 2017. március 10.    | 2017. október 18.    |     | 0,95                  |
| 21.   | Lion 4: Alternate Ending       | Lion 4: Alternatív befejezés | Hilary Florido és Paul Villeco                             | 2017. május 8.       | 2017. október 19.    |     | 1,01                  |
| 22.   | Doug Out                       | Doug kiszáll                 | Lamar Abrams és Katie Mitroff                              | 2017. május 9.       | 2017. október 20.    |     | 0,96                  |
| 23.   | The Good Lars                  | A jó Lars                    | Colin Howard és Jeff Liu                                   | 2017. május 10.      | 2017. október 23.    |     | 0,95                  |
| 24.   | Are You My Dad?                | Te vagy az apám?             | Raven Molisee és Lauren Zuke                               | 2017. május 11.      | 2017. október 24.    |     | 1,14                  |
| 25.   | I Am My Mom                    | Én vagyok az anyám           | Hilary Florido és Paul Villeco                             | 2017. május 11.      | 2017. október 25.    |     | 1,14                  |

## 5. évad
| #               | Eredeti cím                 | Magyar cím           | Író | Eredeti bemutató   | Magyar bemutató    | Kód | Nézettség (millió fő) |
| --------------- | --------------------------- | -------------------- | --- | ------------------ | ------------------ | --- | --------------------- |
| 1.              | Stuck Together              | Egyesülve            | Lauren Zuke | 2017. május 29.    | 2018. július 30.   |     | 1,53                  |
| 2.              | The Trial                   | A tárgyalás          | Paul Villeco és Katie Mitroff | 2017. május 29.    | 2018. július 30.   |     | 1,53                  |
| 3.              | Off Colors                  | A színtelenek        | Lamar Abrams és Jeff Liu | 2017. május 29.    | 2018. július 31.   |     | 1,52                  |
| 4.              | Lars' Head                  | Lars feje            | Jeff Liu és Madeline Queripel | 2017. május 29.    | 2018. július 31.   |     | 1,52                  |
| 5.              | Dewey Wins                  | Dewey győz           | Lamar Abrams és Jeff Liu | 2017. december 15. | 2018. augusztus 1. |     | 0,85                  |
| 6.              | Gemcation                   | Szívűr               | Madeline Queripel és Lauren Zuke | 2017. december 15. | 2018. augusztus 1. |     | 0,85                  |
| 7.              | Raising the Barn            | A pajta elrepül      | Amber Cragg és Hilary Florido | 2017. december 22. | 2018. augusztus 2. |     | 0,89                  |
| 8.              | Back to the Kindergarten    | Vissza az óvodába    | Katie Mitroff és Paul Villeco | 2017. december 22. | 2018. augusztus 2. |     | 0,89                  |
| 9.              | Sadie Killer                | Sadie Killer         | Lamar Abrams és Jeff Liu | 2017. december 29. | 2018. augusztus 3. |     | 0,77                  |
| 10.             | Kevin Party                 | Kevin bulija         | Amber Cragg és Hilary Florido | 2017. december 29. | 2018. augusztus 3. |     | 0,77                  |
| 11.             | Lars of the Stars           | Lars, a csillagkalóz | Lamar Abrams és Lauren Zuke | 2018. január 5.    | 2018. augusztus 6. |     | 1,11                  |
| 12.             | Jungle Moon                 | A Dzsungelhold       | Miki Brewster és Jeff Liu | 2018. január 5.    | 2018. augusztus 6. |     | 1,11                  |
| 13.             | Your Mother and Mine        | A közös anya         | Katie Mitroff és Paul Villeco | 2018. április 9.   | 2018. augusztus 7. |     | 0,77                  |
| 14.             | The Big Show                | A nagy műsor         | Hilary Florido és Amber Cragg | 2018. április 16.  | 2018. augusztus 7. |     | 0,56                  |
| 15.             | Pool Hopping                | Mélyvíz              | Katie Mitroff, Paul Villeco és Joe Johnston | 2018. április 23.  | 2018. augusztus 8. |     | 0,54                  |
| 16.             | Letters to Lars             | Levél Larsnak        | Lamar Abrams és Colin Howard | 2018. április 30.  | 2018. augusztus 8. |     | 0,40                  |
| 17.             | Can't Go Back               | Nem mehetek vissza   | Miki Brewster és Jeff Liu | 2018. május 7.     | 2018. augusztus 9. |     | 0,54                  |
| 18.             | A Single Pale Rose          | A lehullott rózsa    | Hilary Florido és Amber Cragg | 2018. május 7.     | 2019. november 18. |     | 0,54                  |
| 19.             | Now We're Falling Apart     | Szét kell válnunk    | Lamar Abrams és Christine Liu | 2018. július 2.    | 2019. november 19. |     | 0,84                  |
| 20.             | What's Your Problem         | Mi a te bajod?       | Katie Mitroff és Paul Villeco | 2018. július 3.    | 2019. november 20. |     | 0,93                  |
| 21.             | The Question                | A kérdés             | Miki Brewster és Jeff Liu | 2018. július 4.    | 2019. november 21. |     | 0,71                  |
| 22.             | Made of Honor               | A tanú               | Lamar Abrams és Christine Liu | 2018. július 5.    | 2019. november 22. |     | 0,83                  |
| 23 24           | Reunited                    | Újra együtt          | Miki Brewster, Jeff Liu, Katie Mitroff és Paul Villeco | 2018. július 6.    | 2019. november 25. |     | 0,97                  |
| 25.             | Legs from Here to Homeworld | Gyökerek             | Amber Cragg, Hilary Florido és Tom Herpich | 2018. december 17. | 2019. november 26. |     | 0,63                  |
| 26.             | Familiar                    | Otthonos             | Amber Cragg, Hilary Florido, Tom Herpich és Pen Ward | 2018. december 24. | 2019. november 27. |     | 0,74                  |
| 27.             | Together Alone              | Együtt egyedül       | Lamar Abrams, Christine Liu és Tom Herpich | 2018. december 31. | 2019. november 28. |     | 0,65                  |
| 28.             | Escapism                    | Légvárépítés         | Joe Johnston és Adam Muto | 2019. január 7.    | 2019. november 29. |     | 0,67                  |
| 29. 30. 31. 32. | Change Your Mind            | Dönts másképp        | Lamar Abrams, Miki Brewster, Hilary Florido, Joe Johnston, Jeff Liu, Christine Liu, Kat Morris, Katie Mitroff, Amber Cragg, Rebecca Sugar, Paul Villeco és Ian Jones-Quartey | 2019. január 21.   | 2020. május 9.     |     | 0,99                  |

## Film (2019)
| Eredeti cím                | Magyar cím              | Író | Eredeti bemutató    | Magyar bemutató | Kód      | Nézettség (millió fő) |
| -------------------------- | ----------------------- | --- | ------------------- | --------------- | -------- | --------------------- |
| Steven Universe: The Movie | Steven Universe: A film | Lamar Abrams, Hilary Florido, Kat Morris, Miki Brewster, Joe Johnston, Chris Pianka, Amber Cragg, Amish Kumar, Madeline Queripel, Jeff Liu, Rebecca Sugar, Katie Mitroff és Paul Villeco | 2019. szeptember 2. | 2020. május 9.  | 1076-000 | 1,57                  |

## Steven Universe: Az új világ
| #   | Eredeti cím            | Magyar cím                   | Író                                     | Eredeti bemutató   | Magyar bemutató      | Nézettség (millió fő) |
| --- | ---------------------- | ---------------------------- | --------------------------------------- | ------------------ | -------------------- | --------------------- |
| 1.  | Little Homeschool      | A tanoda                     | Drew Green és Paul Villeco              | 2019. december 7.  | 2021. szeptember 6.  | 0,81                  |
| 2.  | Guidance               | Útmutatás                    | Aaron Austin és Amish Kumar             | 2019. december 7.  | 2021. szeptember 6.  | 0,80                  |
| 3.  | Rose Buds              | Rózsa bimbók                 | Lamar Abrams és Adam Muto               | 2019. december 7.  | 2021. szeptember 7.  | 0,84                  |
| 4.  | Volleyball             | Röplabda                     | Etienne Guignard és Maya Petersen       | 2019. december 7.  | 2021. szeptember 7.  | 0,76                  |
| 5.  | Bluebird               | Kékmadár                     | Lamar Abrams és Miki Brewster           | 2019. december 14. | 2021. szeptember 8.  | 0,71                  |
| 6.  | A Very Special Episode | Egy nagyon különleges epizód | Aaron Austin és Amish Kumar             | 2019. december 14. | 2021. szeptember 8.  | 0,71                  |
| 7.  | Snow Day               | Hószünet                     | Etienne Guignard és Maya Petersen       | 2019. december 21. | 2021. szeptember 9.  | 0,72                  |
| 8.  | Why So Blue?           | Olyan kék                    | Warren Fok, Joe Johnston és Amish Kumar | 2019. december 21. | 2021. szeptember 9.  | 0,67                  |
| 9.  | Little Graduation      | Érettségi                    | Drew Green és Paul Villeco              | 2019. december 28. | 2021. szeptember 10. | 0,41                  |
| 10. | Prickly Pair           | Tüskés tesók                 | Drew Green és Paul Villeco              | 2019. december 28. | 2021. szeptember 10. | 0,49                  |
| 11. | In Dreams              | Az álmok mezején             | Etienne Guignard és Maya Petersen       | 2020. március 6.   | 2021. szeptember 13. | 0,54                  |
| 12. | Bismuth Casual         | Barátságos Bizmut            | Lamar Abrams és Miki Brewster           | 2020. március 6.   | 2021. szeptember 13. | 0,52                  |
| 13. | Together Forever       | Örökre együtt                | Etienne Guignard és Maya Petersen       | 2020. március 13.  | 2021. szeptember 14. | 0,57                  |
| 14. | Growing Pains          | Fájdalom a köbön             | Drew Green és Paul Villeco              | 2020. március 13.  | 2021. szeptember 14. | 0,55                  |
| 15. | Mr. Universe           | Mr. Universe                 | Warren Fok, Joe Johnston és Amish Kumar | 2020. március 20.  | 2021. szeptember 15. | 0,50                  |
| 16. | Fragments              | Töredékek                    | Lamar Abrams és Miki Brewster           | 2020. március 20.  | 2021. szeptember 15. | 0,52                  |
| 17. | Homeworld Bound        | Hazafelé                     | Drew Green és Paul Villeco              | 2020. március 27.  | 2021. szeptember 16. | 0,69                  |
| 18. | Everything's Fine      | Minden rendben               | Amish Kumar és Maya Petersen            | 2020. március 27.  | 2021. szeptember 16. | 0,71                  |
| 19. | I Am My Monster        | Én vagyok a magam szörnye    | Etienne Guignard és Miki Brewster       | 2020. március 27.  | 2021. szeptember 17. | 0,80                  |
| 20. | The Future             | A jövő                       | Lamar Abrams és Miki Brewster           | 2020. március 27.  | 2021. szeptember 17. | 0,74                  |

## Rövidfilmek
| #   | Magyar cím                              | Angol cím                                                     | Író                                                     | Eredeti bemutató   | Magyar bemutató                                      |
| --- | --------------------------------------- | ------------------------------------------------------------- | ------------------------------------------------------- | ------------------ | ---------------------------------------------------- |
| 0.  | Rövidfilmek                             | -                                                             | Hilary Florido, Katie Mitroff, Joe Johnston és Jeff Liu | -                  | 2018. május 24. (HBO GO) 2019. április 8. (TV)       |
| 1.  | Mik azok az ékkövek?                    | What Are Gems?                                                | Hilary Florido                                          | 2015. július 6.    | 2016. január 25. – február 12. között valamikor (TV) |
| 2.  | Hogy készülnek az ékkövek?              | How Are Gems Made?                                            | Hilary Florido                                          | 2015. október 1.   | 2016. június 12. (YouTube)                           |
| 3.  | A fúzió                                 | Fusion                                                        | Katie Mitroff                                           | 2015. november 2.  | 2016. június 19. (YouTube)                           |
| 4.  | A nagy gyémántcsapat                    | We Are the Crystal Gems                                       | Hilary Florido, Joe Johnston, Jeff Liu és Katie Mitroff | 2015. július 10.   | 2016. január 25. (TV)                                |
| 5.  | Kicsomagolás                            | Unboxing                                                      | Hilary Florido és Katie Mitroff                         | 2015. október 22.  | 2016. február 1. (TV)                                |
| 6.  | Az oroszlán szereti, ha befér a dobozba | Just Lion Things aka. Lion Loves to Fit in a Box              | Katie Mitroff                                           | 2015. november 19. | 2016. június 19. (YouTube)                           |
| 7.  |                                         | Cooking with Lion aka. Lion Patiently Narrates Steven Cooking | Colin Howard                                            | 2016. október 3.   |                                                      |
| 8.  |                                         | Gem Karaoke                                                   | Colin Howard                                            | 2016. október 3.   |                                                      |
| 9.  |                                         | Steven Reacts aka. Crying Breakfast Friends Reaction Vid      | Jeff Liu                                                | 2016. október 3.   |                                                      |
| 10. |                                         | Video Chat aka. Video Chat with Peridot & Lapis               | Colin Howard                                            | 2016. október 3.   |                                                      |
| 11. | Steven énekel                           | Steven's Song Time                                            | Jeff Liu                                                | 2016. október 3.   | 2019. április 20. (YouTube)                          |